# Rol social

Cuadro: Las Meninas, de Diego Velázquez, museo del Prado. Con cada persona ocupando un espacio determinado por cada rol social.

El rol social es un concepto de la sociología y de la psicología social que hace referencia a las pautas de conducta que la sociedad impone y espera de un individuo (actor social) en una situación determinada. El rol tiene la función de representar lo que somos.
Según la primera acepción del Diccionario de la lengua española', la palabra rol significa «función que alguien o algo cumple», y proviene del inglés role, papel de un actor, y este del francés rôle.

## Definición
La teoría del Rol, también denominada función social ha sido desarrollada principalmente en Estados Unidos. Esta teoría establece que toda persona que participa en una determinada situación social se enfrenta a unas expectativas específicas que exigen de ella unas respuestas concretas. Cada situación posee importantes mecanismos de presión para asegurar que estas respuestas sean apropiadas al igual que cada ámbito de la vida en sociedad presenta expectativas diferentes.
Los roles, por tanto, son creaciones sociales, la forma como se relacionan los individuos y las instituciones, que también son otra creación social. Asimismo, las principales instituciones son la familia, la educación, la religión, la política (el estado) y la economía. Estas instituciones sociales poseen unas normas implícitas (unas pautas de comportamiento) que los individuos aceptan y asimilan, ya que si no siguen estas pautas, pueden ser rechazados o, incluso, expulsados del grupo.
Es, por tanto, necesario explicar la relación existente entre las normas y los roles: las normas regulan el comportamiento de los individuos y hacen referencia tanto a prescripciones como a proscripciones. Estas normas de comportamiento emanan de las instituciones y son los individuos quienes legitiman su valor moral y quienes las respetan y cumplen para evitar el rechazo del grupo y/o la exclusión. Tres tipos de comportamiento derivan de las normas:
- Comportamiento exigido
- Comportamiento permitido
- Comportamiento prohibido

Los roles traducen a un nivel activo las llamadas instituciones, es decir, nos permiten entrar y salir de las diversas realidades sociales que se nos presentan en el día a día y en general en la vida. Para ello, cada individuo acepta la normativa y la aplica en cada una de estas situaciones sociales. Es decir, la asunción del rol la realizamos voluntariamente para conseguir la aceptación del grupo.
Por una parte, la existencia de roles es restrictiva debido a la necesidad de seguir un guion establecido y/o asumido por el grupo, pero a la vez es también liberadora puesto que facilita las herramientas sociales para desenvolvernos con facilidad por las diversas realidades sociales.
El rol ejercido puede coincidir o no con el comportamiento que se espera por parte del individuo. Cuando coincide se denomina rol esperado.

## Rol e identidad
La asunción de un determinado rol nos permite distanciarnos de nuestra identidad y nos posibilita, asimismo, enfrentarnos a determinadas situaciones en la vida cotidiana.
Cabe indicar que, si definimos el rol como unas pautas de conducta impuestas de forma externa al individuo y relacionadas con las expectativas de otros, el concepto de rol no tendría relación con el propio individuo; sin embargo, tanto el rol como la personalidad interactúan y la forma de desempeñar un rol depende directamente de la personalidad. Para Rodríguez Caamaño (2001), «el rol está siendo definido siempre en términos de las expectativas de los otros, nunca en términos de las características del sujeto».
Peter L. Berger dice que todo rol tiene su disciplina interior. El rol forma, determina y modela tanto la acción como el actor. Normalmente nos convertimos en el rol que desempeñamos. No solo actuamos como el rol sino que nos sentimos como tal. Según George H. Mead, dado que la mayoría de los roles nos han sido asignados socialmente, esto supone que el origen del descubrimiento del propio yo es el mismo que el del descubrimiento de la sociedad. En otras palabras, la identidad no es algo determinado, sino que se confiere en actos de reconocimiento social. Esto no significa la negación de la carga genética con la que nacemos.

## Rol y estatus
Talcott Parsons define la sociedad como «un proceso de interacción entre individuos» y analiza esta interacción desde la perspectiva del estatus y del rol. El estatus social hace referencia a la posición del individuo con respecto a otros en la estructura social, la cual se suele determinar con base en la capacidad cultural o económica del individuo y se corresponde con una visión estática del sujeto; mientras que el rol, el cual es dinámico, hace referencia a las expectativas de comportamiento del individuo en sus relaciones con otros. Podríamos, por tanto, decir que el estatus es de carácter estructural mientras que el rol es de carácter normativo. La orientación de la conducta social está íntimamente ligada a la internalización de normas de socialización desde que el individuo llega al mundo. Primero a través de la familia y luego en otras instituciones. Parsons intentó mostrar mediante un modelo analítico que para que un sistema social esté equilibrado debe existir una necesaria interdependencia de todas las instituciones sociales.
Rol y estatus conforman la posición social de los individuos y, por tanto, son conceptos inseparables.
Uno no es nada sin el otro.

## Principales modelos de la teoría del rol
Según el sociólogo Bruce Biddle (1986), los cinco principales modelos de la teoría del rol son los siguientes:
- La aproximación a la teoría del rol en el funcionalismo proviene principalmente de la antropología. Define el rol como una serie de expectativas que la sociedad tiene sobre un individuo. Se establecen una serie de consensos que determinan qué conductas son apropiadas y cuáles no. A cada estatus social se le exige un rol determinado de comportamiento.

- Teoría de rol en el interaccionismo simbólico. Para el interaccionismo simbólico, mediante la interacción permanente, se van construyendo la lógica de las situaciones cotidianas que establecen lo que los demás esperan de nosotros y lo que nosotros esperamos de los demás. Frente al conductismo, el interaccionismo estima que las pautas del comportamiento de un sujeto no son una respuesta automática a los estímulos de origen externo, sino más bien una construcción subjetiva sobre el mismo, sobre los otros y sobre las exigencias sociales que tienen lugar durante la vida cotidiana.

- Teoría de rol en el estructuralismo. Enfatiza el papel de la sociedad en la definición de los roles, en lugar del individuo. Presta poca atención a las normas dadas y se enfoca en las estructuras sociales concebidas como organizaciones estables de grupos de personas que comparten los mismos esquemas de comportamiento.

- Teoría del rol organizacional. Examina cómo se desarrollan los roles en organizaciones sociales. Se enfoca en sistemas sociales preestablecidos, orientados por el tipo de tareas realizadas o por el sistema de jerarquía. En este tipo de organizaciones, los roles se identifican con la posición social y generan expectativas de carácter normativo.

- Teoría cognitiva del rol. Es aquella que establece la relación entre las expectativas y los comportamientos. Peter L. Berger considera que «un papel puede definirse como una respuesta típica a una expectativa simbólica» y que «la sociedad ha definido de antemano el simbolismo fundamental».

"La teoría del rol, cuando se lleva hasta sus conclusiones lógicas, hace mucho más que proporcionarnos una taquigrafía conveniente para la descripción de las diferentes actividades sociales. Nos proporciona una antropología sociológica, o sea, una visión del hombre basada en su existencia en sociedad. Esta visión nos dice que el hombre desempeña roles trágicos en el gran drama de la sociedad [...] Se ve y se juzga a la persona como un repertorio de roles cada uno provisto adecuadamente de una identidad determinada. [...] Lo cual pone en tela de juicio una de las presunciones favoritas acerca del propio yo: su continuidad. [...] Por lo tanto, hablando todavía en términos sociológicos, si deseamos averiguar quién es "realmente" un individuo en este calidoscopio de papeles e identidades, se puede contestar únicamente enumerando las situaciones en que dicho individuo es una cosa y aquellas en la que es otra" (Peter L. Berger).

## El aprendizaje del rol
El aprendizaje de los roles se realiza mediante la interacción con otros seres humanos, es progresivo y se da dentro del proceso de socialización. Asumimos primeramente los roles de las «demás personas significativas», las que nos tratan íntimamente y cuyas actitudes son decisivas para la formación del concepto de nosotros mismos. Posteriormente, vamos descubriendo las expectativas que toda la sociedad dirige hacia nosotros y, al adquirir esta conciencia, aprendemos a desempeñar los roles correspondientes a los distintos ámbitos en los que se desarrolla nuestra vida, la adquisición de esta identidad social se maneja de una forma más subjetiva, lo que permite al individuo ir adaptándose a los distintos roles con los que habrá de convivir.

## Conflicto y ambigüedad entre roles
Cuando las expectativas externas acerca del cumplimiento de la conducta asociada a un determinado rol concuerdan con las propias expectativas, el papel se desarrolla adecuadamente y es aceptado por todos; sin embargo, cuando esto no ocurre, aparece lo que denominamos conflicto de rol.
Este conflicto puede ser interno —cuando surge del propio individuo—, externo o una combinación de ambos factores.
Moreland y Levine (1982) diferencian entre:
- Conflicto inter-rol:se origina cuando desempeñar un rol es incompatible con el desempeño de otros roles.

- Conflicto intra-rol: refleja la colisión entre expectativas con distintos orígenes pero aplicados al mismo rol. Pueden ser expectativas propias o de otros sujetos involucrados.

Por otra parte, hablamos de ambigüedad de rol cuando no están definidas las expectativas externas y propias sobre las pautas de comportamiento asociadas al rol.
Tanto un conflicto de rol como una ambigüedad de rol pueden provocar lo que Hackman y Secord (1966) definen como tensión de rol: «incomodidad experimentada por los individuos cuando tratan de cumplir con las expectativas de comportamiento asignadas a un rol».
Para evitar este malestar psicológico, los individuos tratan de desempeñar roles que concuerden con sus creencias y valores aunque esto no siempre es posible.
Rizzo, House y Lirtzman (1970) elaboraron una escala para realizar una evaluación acerca del conflicto de rol y de la ambigüedad de rol. Esta evaluación se realiza desde dos perspectivas, la de congruencia-incongruencia y la de compatibilidad-incompatibilidad de los requerimientos de un rol.

## Evolución del concepto de rol
Con las transformaciones sociales se han dado revalorizaciones y devaluaciones de ciertas funciones y criterios propios de los roles. De los vínculos estrechos de afecto, reconocimiento y admiración, se ha pasado al intercambio de productos: dinero a cambio de un servicio o conocimiento. Observamos que en el pasado la autoridad estaba más vinculada al rol desempeñado que al mérito personal. Esta evolución no ha sido igual en los distintos ámbitos de la sociedad, ha afectado de modo distinto o con distinto ritmo a las grandes ciudades y a los núcleos rurales. Respecto a las profesiones unas se han visto potenciadas y otras degradadas.
La percepción que se tenía de figuras como el sacerdote, el maestro, el médico, el policía, y el político, cuyos roles sociales tenían que ver con la construcción social, ha cambiado. A partir de la modernidad sobreviene una transformación de sus funciones, al valor social se le añade un valor económico que hace que cambie la percepción que de ellos tenemos. Algunos de estos cambios socioeconómicos afectan a instituciones tan arraigadas como la educación, donde en los últimos años el cambio en el rol de profesor ha sufrido una variación enorme. Ha pasado de ser una figura venerada como garante de la continuidad y transmisión cultural, a manejarse en un terreno que le enfrenta a una diversidad social multicultural, y a una realidad muy estresante en lo tecnológico. Los padres solían tener al maestro en gran estima y hoy vemos muy frecuentemente a los maestros quejarse de falta de respeto y apoyo de alumnos y padres. Ha pasado de ser un rol respetado a un rol cuestionado.

## Roles de género
Los roles de género, de acuerdo con Philip Rice «son expresiones externas de masculinidad o femineidad en escenarios sociales»; es decir, la forma en que nos comportamos dependiendo de si somos hombre o mujer.
Estos roles dependen de tres tipos de influencias:
- Biológicas: diferenciación entre hombre o mujer por los genitales.
- Cognoscitivas: la diferenciación sexual tiene lugar de manera gradual a medida que los niños aprenden a ser hombres o mujeres dependiendo de su cultura y su interpretación de la misma.
- Ambientales: los niños aprenden la conducta sexualmente tipificada de la misma forma que aprenden cualquier otra conducta, esto es, mediante recompensas o castigos, imitación, adoctrinamiento, identificación con el progenitor del mismo sexo, etc.

A pesar de la existencia de diferencias biológicas entre hombres y mujeres, los roles de género hacen referencia a aquellas diferencias elaboradas de forma sociocultural. La comprensión del propio género se logra, aproximadamente, a los 7 años de edad.
Existen estereotipos relacionados con los roles de género y hacen referencia a aquello que hombres o mujeres deben ser o hacer en función de su sexo y de la cultura a la que pertenezcan. Los estereotipos presentan problemas ya que no se ajustan a la realidad, definen lo que significa ser hombre o mujer dentro de unos límites muy marcados, tienden a perpetuar características no siempre deseables y limitan los roles que hombres y mujeres pueden desempeñar. Estos estereotipos pueden estar relacionados con las características físicas de hombres y mujeres, los juegos asociados a cada sexo, el tipo de trabajo, la conducta esperada y también pueden ser de tipo cognoscitivo.
Paul Bohannan describe la repartición de los roles de género como sigue: «En todas las sociedades, el género es un criterio primario para la asignación de papeles sociales. Hay dos cosas inequívocas: en primer lugar, los papeles procreadores y reproductores de los dos sexos son diferentes (esto puede ser alterado o no en el futuro); en segundo lugar, la mayoría de las asignaciones de papeles económicos, políticos y religiosos tiene un componente de género que puede cambiar con las necesidades y demandas culturales».

## Influencia de la religión en los roles sociales
La religión es una institución que juega un papel fundamental en lo que respecta a los roles sociales pues forma parte del mismo todo que las creencias, valores y actitudes que constituyen la cultura de una sociedad y de la que es imposible desvincularla.
Como apunta L. Berger, «las instituciones proporcionan mecanismos y formas de actuar mediante los cuales la conducta se hace modelada, y se ve obligada a ir por unos canales o a seguir unas pautas que la sociedad considera deseables».
La religión cumple funciones de:
- Articulación social al identificar a aquellos grupos que comparten unos mismos valores determinando los roles de los miembros de acuerdo con el estatus del individuo en grupo.
- Labor social de cohesión que garantiza la supervivencia cultural.
- Valor normativo de los códigos morales y sistemas de valores que nos permiten juzgar como correctas o incorrectas las acciones morales de los individuos de la misma estructura ideológica adquiriendo el derecho legítimo de coaccionar y reprimir.

## El rol y la institución del lenguaje
El lenguaje es una de las principales instituciones de la sociedad. Cada rol —y estatus— tienen asociado un determinado léxico, coherente con la estructura social a la que pertenece el individuo. Así, el lenguaje y la variación lingüística se convierten en elementos etiquetadores y definidores de la posición social.
La variación lingüística depende de factores geográficos, socioculturales, contextuales o históricos:
• Variedades diatópicas: determinados dialectos o vocablos particulares de una zona geográfica concreta.
• Variedades diastráticas: distintos niveles de lengua dependiendo de la cultura del individuo.
• Jergas: lenguas especiales en función de la profesión o edad del hablante.
• Variedades diafásicas: diferentes registros de la lengua dependientes del contexto.
La adopción de un rol no solo conlleva unas pautas de comportamiento específicas sino que las personas aprenden a asociar determinados registros de la lengua a determinados roles y a emplearlos en los contextos adecuados.
El lenguaje es transmisor de la cultura de un pueblo y está marcado por el modo de ver la realidad por parte de dicha cultura; por ello, el lenguaje puede estar marcado por género, relaciones de poder y estructura social.
Es decir, adaptamos nuestro lenguaje al rol que representamos en cada momento

## Roles en otros contextos
- Juegos de rol: un juego de rol es una actividad a través de la cual una persona interpreta un personaje, ya sea real o imaginario, en una situación ficticia.

Existen varios tipos de juego de rol según su función: el terapéutico, el pedagógico, el recreativo, etc.
- Role-playing: es una técnica empleada en la selección de recursos humanos consistente en asignar a cada candidato un determinado rol para conocer su comportamiento en una situación ficticia pero que se podría dar en el desarrollo de su puesto de trabajo.